# MTRNR2L6
MTRNR2L6 (англ. MT-RNR2-like 6) – білок, який кодується однойменним геном, розташованим у людей на короткому плечі 7-ї хромосоми. Довжина поліпептидного ланцюга білка становить 24 амінокислот, а молекулярна маса — 2 719.
| MTPRGFSCLL |  | LPTSETDLPV |  | KRRT |

C: Цистеїн

D: Аспарагінова кислота

E: Глутамінова кислота

F: Фенілаланін

G: Гліцин

K: Лізин

L: Лейцин

M: Метіонін

P: Пролін

R: Аргінін

S: Серин

T: Треонін

Локалізований у цитоплазмі.
Також секретований назовні.